# Interpelación (Chile)
La interpelación de los Ministros de Estado en Chile es un procedimiento realizado por el Congreso Nacional para interrogar a un miembro del gabinete sobre un tema específico.

## Historia y procedimiento
En Chile, la interpelación de los ministros de Estado por parte del Congreso Nacional existió como una práctica que, si bien no fue incorporada a la Constitución de 1833, fue importante para la vida cívica entre 1833 y 1925. Siendo muy comúnmente usado en el periodo histórico entre 1891 y 1924 para provocar la caída de ministros. Se tomaba como base una interpretación amplia del artículo 88 que señalaba «Luego que el Congreso abra sus sesiones, deberán los Ministros del Despacho darle cuenta del estado de la Nación, en lo relativo a los negocios del Departamento de cada uno de ellos».
En la Constitución de 1925, se estableció en su artículo 39, inciso 2.º que la Cámara de Diputados podía «con el voto de la mayoría de los Diputados presentes, adoptar acuerdos o sugerir observaciones que se transmitirán por escrito al Presidente de la República», explicitando que los acuerdos u observaciones que adoptara la Cámara «no afectarán la responsabilidad política de los Ministros y serán contestados por escrito por el Presidente de la República o verbalmente por el Ministro que corresponda». La última situación, teóricamente, podría interpretarse como una forma de interpelación.
En la Constitución de 1980, en su texto original, se establecía que, para fiscalizar los actos del Gobierno, la Cámara podía con el voto de la mayoría de los diputados presentes, "adoptar acuerdos o sugerir observaciones que se transmitirán por escrito al Presidente de la República, debiendo el Gobierno dar respuesta, por medio del Ministro de Estado que corresponda, dentro de treinta días", aclarando que en ningún caso, dichos acuerdos u observaciones afectarían la responsabilidad política de los Ministros y que "la obligación del Gobierno se entenderá cumplida por el sólo hecho de entregar su respuesta".Con la reformas a la Constitución de 1980 promulgadas en el año 2005, se estableció la institución de la interpelación. El artículo 52 de ésta señala que, para fiscalizar los actos de gobierno, además de adoptar acuerdos o sugerir observaciones, solicitar determinados antecedentes al Gobierno, o crear comisiones investigadoras, la Cámara de Diputados puede:

Citar a un Ministro de Estado, a petición de a lo menos un tercio de los diputados en ejercicio, a fin de formularle preguntas en relación con materias vinculadas al ejercicio de su cargo. Con todo, un mismo Ministro no podrá ser citado para este efecto más de tres veces dentro de un año calendario, sin previo acuerdo de la mayoría absoluta de los diputados en ejercicio. La asistencia del Ministro será obligatoria y deberá responder a las preguntas y consultas que motiven su citación
Artículo 52, letra b) de la Constitución Política de la República

Esta situación no ha sido reglada en su cabalidad, y a julio de 2006, el primer ministro de Estado de Chile interpelado fue Martín Zilic, para que explicara el rol del gobierno de Michelle Bachelet durante las movilizaciones estudiantiles de mayo y junio de ese año. En el mismo gobierno de Michelle Bachelet, fueron interpelados la ministra de Salud María Soledad Barría y con posterioridad el ministro del Interior Belisario Velasco, por su rol en el Plan Transantiago.

## Interpelaciones
| Periodo legislativo      | Presidente de la República | Año  | Cargo                                       | Nombre               | Fecha                   |
| ------------------------ | -------------------------- | ---- | ------------------------------------------- | -------------------- | ----------------------- |
| LII Periodo Legislativo  | Michelle Bachelet          | 2006 | Ministro de Educación                       | Martín Zilic         | 7 de junio de 2006      |
| LII Periodo Legislativo  | Michelle Bachelet          | 2006 | Ministra de Salud                           | María Soledad Barría | 10 de octubre de 2006   |
| LII Periodo Legislativo  | Michelle Bachelet          | 2007 | Ministro del Interior                       | Belisario Velasco    | 7 de agosto de 2007     |
| LII Periodo Legislativo  | Michelle Bachelet          | 2008 | Ministro Secretario General de Gobierno     | Francisco Vidal      | 2 de enero de 2008      |
| LII Periodo Legislativo  | Michelle Bachelet          | 2008 | Ministro de Justicia                        | Carlos Maldonado     | 31 de julio de 2008     |
| LII Periodo Legislativo  | Michelle Bachelet          | 2009 | Ministro de Transporte y Telecomunicaciones | René Cortázar        | 29 de abril de 2009     |
| LII Periodo Legislativo  | Michelle Bachelet          | 2009 | Ministro del Interior                       | Edmundo Pérez Yoma   | 5 de agosto de 2009     |
| LIII Periodo Legislativo | Sebastián Piñera           | 2010 | Ministra de la Vivienda y Urbanismo         | Magdalena Matte      | 2 de diciembre de 2010  |
| LIII Periodo Legislativo | Sebastián Piñera           | 2011 | Ministro de Energía                         | Ricardo Raineri      | 11 de enero de 2011     |
| LIII Periodo Legislativo | Sebastián Piñera           | 2013 | Ministro de Salud                           | Jaime Mañalich       | 8 de octubre de 2013    |
| LIV Periodo Legislativo  | Michelle Bachelet          | 2014 | Ministra de la Vivienda y Urbanismo         | Paulina Saball       | 19 de junio de 2014     |
| LIV Periodo Legislativo  | Michelle Bachelet          | 2014 | Ministro del Interior y Seguridad Pública   | Rodrigo Peñailillo   | 24 de julio de 2014     |
| LIV Periodo Legislativo  | Michelle Bachelet          | 2014 | Ministro de Educación                       | Nicolás Eyzaguirre   | 26 de noviembre de 2014 |
| LIV Periodo Legislativo  | Michelle Bachelet          | 2015 | Ministra de Salud                           | Carmen Castillo      | 9 de septiembre de 2015 |
| LIV Periodo Legislativo  | Michelle Bachelet          | 2016 | Ministra de Justicia y Derechos Humanos     | Javiera Blanco       | 20 de julio de 2016     |
| LIV Periodo Legislativo  | Michelle Bachelet          | 2017 | Ministro del Interior y Seguridad Pública   | Mario Fernández      | 23 de enero de 2017     |
| LIV Periodo Legislativo  | Michelle Bachelet          | 2017 | Ministro del Interior y Seguridad Pública   | Mario Fernández      | 5 de septiembre de 2017 |
| LIV Periodo Legislativo  | Michelle Bachelet          | 2017 | Ministra del Trabajo                        | Alejandra Krauss     | 3 de mayo de 2017       |
| LV Periodo Legislativo   | Sebastián Piñera           | 2018 | Ministro de Salud                           | Emilio Santelices    | 2 de mayo de 2018       |
| LV Periodo Legislativo   | Sebastián Piñera           | 2018 | Ministro de Justicia y Derechos Humanos     | Hernán Larraín       | 6 de junio de 2018      |
| LV Periodo Legislativo   | Sebastián Piñera           | 2018 | Ministro del Interior y Seguridad Pública   | Andrés Chadwick      | 11 de diciembre de 2018 |
| LV Periodo Legislativo   | Sebastián Piñera           | 2020 | Ministra del Trabajo                        | María José Zaldívar  | 7 de enero de 2020      |
| LV Periodo Legislativo   | Sebastián Piñera           | 2020 | Ministro de Salud                           | Jaime Mañalich       | 8 de enero de 2020      |
| LV Periodo Legislativo   | Sebastián Piñera           | 2020 | Ministro de Hacienda                        | Ignacio Briones      | 9 de enero de 2020      |
| LV Periodo Legislativo   | Sebastián Piñera           | 2020 | Ministra del Medio Ambiente                 | Carolina Schmidt     | 14 de enero de 2020     |
| LV Periodo Legislativo   | Sebastián Piñera           | 2020 | Ministra de la Mujer                        | Isabel Plá           | 3 de marzo de 2020      |
| LV Periodo Legislativo   | Sebastián Piñera           | 2021 | Ministro de Defensa                         | Baldo Prokurica      | 18 de mayo de 2021      |
| LV Periodo Legislativo   | Sebastián Piñera           | 2021 | Ministro de Salud                           | Enrique Paris        | 20 de julio de 2021     |
| LV Periodo Legislativo   | Sebastián Piñera           | 2021 | Ministro del Interior y Seguridad Pública   | Rodrigo Delgado      | 25 de octubre de 2021   |
| LVI Periodo Legislativo  | Gabriel Boric              | 2022 | Ministro de Educación                       | Marco Antonio Ávila  | 20 de julio de 2022     |
| LVI Periodo Legislativo  | Gabriel Boric              | 2022 | Ministra de Salud                           | María Begoña Yarza   | 1 de agosto de 2022     |
| LVI Periodo Legislativo  | Gabriel Boric              | 2023 | Ministra del Interior y Seguridad Pública   | Carolina Tohá        | 16 de mayo de 2023      |